# Шёпф, Риккардо
Риккардо Шёпф (Шопф) (нем. Riccardo Schöpf; род. 27 июня 2001, Инсбрук) — австрийский саночник, выступающий в двойках. Чемпион мира 2024 года, чемпион Европы 2025 года. 

## Биография
Родился 27 июня 2001 года в Инсбруке, в Австрии.
С 2020 года выступает на международной арене в санях-двойках. В паре с Юри Гаттом в сезоне 2020/2021 годов дебютировал на этапах Кубка мира. С 2021 года Шопф является членом национальной команды австрийских саночников. В сезоне 2021/22 годов он пять раз входил в десятку лучших на этапах Кубка мира. На Чемпионат Европы среди спортсменов до 23 лет в Санкт-Морице он завоевал серебро, а также стал серебряным призёром на чемпионате мира среди юниоров в Винтерберге.
В начале сезона 2022/23 годов на этапе в Инсбруке пара Гатт-Шопф одержала свою первую победу на этапе Кубка мира и стала лидером австрийских саночников в двойках.
На чемпионате мира по санному спорту 2024 года в Альтенберге пара Гатт-Шопф завоевала золотую медаль в двойках и бронзовую в спринте.